# Arenetra pilosella
Arenetra pilosella là một loài tò vò trong họ Ichneumonidae.